# ヒルディスヴィーニ

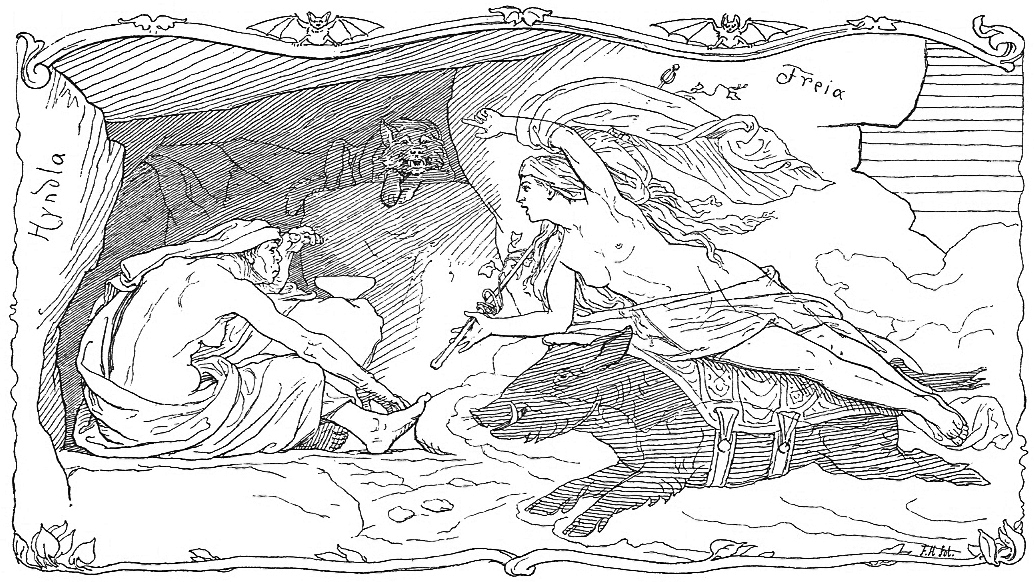
ローランス・フレーリクによる、フレイヤがイノシシに乗ってヒュンドラを訪ねる場面。

ヒルディスヴィーニまたはヒルディスヴィン（古ノルド語：Hildisvíni。「戦いの家猪」、「戦いの猪」の意）は、北欧神話の愛の女神フレイヤが持っているイノシシの名前。
一説には愛人の人間オッタルが変身した姿ともいわれている。
フレイヤは2匹の猫が牽く車を持っていてこれに乗って移動するがヒルディスヴィーニに乗ることもある。この点は双子の兄で豊饒神のフレイもイノシシのグリンブルスティを持っておりそれに乗って移動することと共通している。
しかし2人がイノシシがお気に入りなのはイノシシが子供をたくさん産むことから豊饒多産のヴァン神族の聖獣となっていたためだという。